# Rayadrug
|  | Per a altres significats, vegeu «Raidrug». |

Rayadurg o Rayadrug (fortalesa del rei) és una ciutat del districte d'Anantapur a Andhra Pradesh. Al cens del 2001 tenia 54.127 habitants (el 1901 eren 10.488 habitants).
La fortalesa està en una muntanya i la ciutadella al cim amb 845 metres d'altura; les muralles de la fortalesa es conserven però les portes estan en ruïnes. A la muntanya prop del fort hi ha també alguns temples, les ruïnes de la residència reial, un temple jain, i figures jainistes gravades a la roca al lloc anomenat Rasa Siddha's hermitage (Rasa Siddha fou un savi que hauria viscut en temps de Rajarajendra) al costat de l'indret associat a una bonica llegenda.
El lloc hauria estat un reducte dels bedars, la conducta dels quals va obligar al raja de Vijayanagar a enviar a un oficial de nom Bhupati Raya, per sotmetre'ls; els va expulsar i ell mateix va governar llavors la fortalesa i la muntanya va agafar el nom de Bhupati-Rayanikonda, que després es va escurçar a Rayadrug. Més tard va caure en mans del cap de Kundurpi Drug la nissaga del qual va construir gran part de les fortificacions de la muntanya i va esdevenir una fortalesa estratègica destacada del Dècan. A la meitat del segle xviii va arribar a la seva màxima glòria i el governant fou aliat i amic d'Haidar Ali, però Tipu Sultan, fill i successor d'aquest, es va apoderar del fort a traïció i va confinar al seu propietari a Seringapatam. Mort Tipu a la batalla de Seringapatam el 1799, un parent del darrer cap va recuperar el domini del fort, però quan va intentar causar algun conflicte fou immediatament deportat a Hyderabad pels oficials del nizam. El 1800 el districte de Bellary fou cedit als britànics i el deportat fou traslladat a Gooty on va restar com a pensionat en residència vigilada fins a la seva mort; els seus parents van rebre pensions.